# Solidus
En solidus er en romersk guldmønt der bliver introduceret under Konstantin den Store (306-337) i 312 e. kr. Den blev skabt som efterfølger til de tidligere aureus.
| Artikelstump | Spire Denne artikel om penge eller valuta er en spire som bør udbygges. Du er velkommen til at hjælpe Wikipedia ved at udvide den. |